# Ивангород
Иванго́род (Ива́нгород, Ива́нго́род, Иван-Город, Иван Город, Иван-город, Ивангородский форштадт, эст. Jaanilinn) — город на северо-западе России, входит в состав Кингисеппского муниципального района Ленинградской области, административный центр Ивангородского городского поселения.

## География
Город находится в западной части района на автодороге А180 «Нарва» (E 20) (Санкт-Петербург — Ивангород — граница с Эстонией).
Ивангород расположен на правом (восточном) берегу реки Нарва (Нарова) напротив эстонского города Нарва в 24 км западнее Кингисеппа.
Входит в пограничную зону — въезд в город осуществляется по пропускам, загранпаспортам или с местной регистрацией.

## История

### Период Русского царства
1470 год — первое летописное упоминание Нового Села на реке Нарове — будущего Ивангорода.
В 1473 году 1-я Псковская летопись упоминает о псковских посадниках и боярах, которые были посланы в «Новое село на Нарову», что против города Ругодива (Нарвы), к новгородским послам для встречи с ливонцами. По мнению историка Владимира Косточкина: «На базе этого села и вырос затем Ивангород».
Ивангород был основан весной 1492 года (в разгар Литовской войны) московским князем Иваном III Васильевичем и назван в его честь — согласно русским летописям: «повелением великого князя Ивана Васильевича заложиша град на немецком рубеже, против Ругодива города немецкого. На Нарове, на Девичьей горе на Слуде, четвероуголен и нарече ему имя Иванград».
Месторасположение города выбиралось заранее — уже в 1480-е годы великий князь дал своим послам в Литву наказ подробно разузнать о гаванях на Балтийском море. В то время балтийский торговый путь приобрёл первостепенное значение для Российского государства — для его экономического и культурного развития, а также для развития его политических отношений с европейскими странами. Только через Балтийское море тогда можно было вести независимую от иностранного контроля и вмешательства торговлю. Город должен был стать первым морским портом Российского государства и одновременно — крепостью на Балтике.
Первоначальную крепость, заложенную в 1492 году, в 1496 году осадили и разрушили шведы. После этого русские восстановили и расширили её. В немецких документах конца XV века был известен как «контр-Нарва». Крепость Ивангород с мощными каменными стенами и десятью башнями — первое русское оборонительное сооружение с регулярным, прямоугольным планом.
В 1565 году, когда царь Иван Грозный разделил Русское государство на опричнину и земщину, город вошёл в состав последней.

### Период иностранного завоевания
В XVI веке Ивангород неоднократно подвергался нападениям со стороны немцев, шведов и поляков. В 1581—1590 годах находился в руках шведов. В 1590 году в битве под Ивангородом шведы были разбиты воеводой Дмитрием Хворостининым, и город по Тявзинскому миру перешёл к Русскому государству. Однако в период 1612—1704 годов (в результате шведской интервенции начала XVII века) Ивангород вновь находился под властью шведов. В 1704 году занят русскими войсками в ходе Северной войны.

### В составе Российской империи
После окончания Северной войны военное значение Ивангородской крепости постепенно сошло на нет. Город утратил статус самостоятельного населённого пункта и стал считаться форштадтом (предместьем) Нарвы. В 1708 году царь Пётр I ввёл новое административное деление, в соответствии с которым города Северо-Запада, в том числе и Нарва с Ивангородом, попали в Ингерманландскую губернию, которая в 1710 году стала называться Санкт-Петербургской.
В XIX и первой половине XX века чаще всего упоминается в документах и воспоминаниях старожилов как «Ивановская сторона» Нарвы.
C ноября 1917 года по май 1919 года территория Ивангорода входила в состав Советской России. В 1919 году Ивангород и его окрестности были присоединены к территории Эстонии, что было отражено в «Декларации Эстонского Учредительного собрания о государственной самостоятельности и независимости Эстонии», принятой 19 мая 1919 года.

### Эстонский период
В 1920 году в соответствии с условиями мирного договора, заключённого между Советской Россией и Эстонией, Ивангород, как часть Нарвы, остался в составе Эстонии.  
По данным 1922 года, Ивангороде (в тот момент районе города Нарва) проживало 7000 жителей, 42% из которых были эстонцами. 
В 1937 году в Нарве и Ивангороде (как районе города Нарва) проходил первый Русский певческий праздник (см.также Эстонский праздник песни), посвящённый 100-летию со дня смерти А. С. Пушкина. В празднике участвовали все русские общественные организации Эстонии. Выступления хоров, солистов и оркестров состоялись в Нарвском общественном собрании, в клубе «Гармония», в Ивангородском пожарном обществе, в Народном доме на Суконной мануфактуре. На празднике присутствовало более 15 тыс. зрителей. 

### Советский период и современность
После присоединения Эстонии к СССР в 1940 году город оставался в пределах административных границ новообразованной Эстонской ССР. С 1941 по 1944 год город был оккупирован нацистской Германией.
Во время Великой Отечественной войны Ивангород, как и остальная часть Нарвы, сильно пострадал, но, в его центре и особенно в южной части, сохранилось несколько довоенных построек. 
Установление границы между Эстонской ССР и РСФСР по реке Нарове (24 ноября 1944 года), вследствие чего Ивангород и Нарва оказались в разных союзных республиках, дало основание восстановить Ивангород в ранге самостоятельного населённого пункта. Указом Президиума Верховного Совета РСФСР от 20 декабря 1947 года Ивангород был включён в учётные данные как рабочий посёлок, а указом Президиума Верховного Совета РСФСР от 28 октября 1954 года рабочий посёлок был преобразован в город районного подчинения. Указом Президиума Верховного Совета РФ от 17 февраля 1992 года Ивангород был отнесён к категории городов областного подчинения. С 1 января 2006 года Ивангород входит в состав Кингисеппского района как городское поселение.
Несмотря на то, что Нарва и Ивангород были административно разными городами, Ивангород на протяжении всего советского периода оставался связан с Нарвой общими коммуникациями, автобусными линиями, рабочими местами, расположенными в Нарве, и бытовыми услугами.

## Население
| 1959    | 1970    | 1979    | 1989    | 1992    | 1996    | 1997    | 1998    | 2000    |
| ------- | ------- | ------- | ------- | ------- | ------- | ------- | ------- | ------- |
| 14 400  | ↘11 620 | ↘10 706 | ↗11 833 | ↗11 900 | ↗12 100 | →12 100 | ↘12 000 | ↘11 900 |
| 2001    | 2002    | 2003    | 2005    | 2006    | 2007    | 2008    | 2009    | 2010    |
| →11 900 | ↘11 206 | ↘11 200 | ↘11 100 | ↘10 900 | →10 900 | →10 900 | ↗10 916 | ↘9854   |
| 2011    | 2012    | 2013    | 2014    | 2015    | 2016    | 2017    | 2018    | 2019    |
| ↗9900   | ↗10 128 | ↗10 443 | ↗10 688 | ↗10 736 | ↘10 502 | ↗10 539 | ↘10 453 | ↘9816   |
| 2020    | 2021    | 2023    | 2024    | 2025    |         |         |         |         |
| ↘9486   | ↗9861   | ↘9679   | ↘9552   | ↘9397   |         |         |         |         |

На 1 января 2025 года по численности населения город находился на 932-м месте из 1124 городов Российской Федерации.

### Национальный состав
Национальный состав Ивангородского городского поселения по данным переписи населения 2010 года:
| №  | Национальность            | чел. |
| -- | ------------------------- | ---- |
| 1  | Азербайджанцы             | 33   |
| 2  | Армяне                    | 49   |
| 3  | Белорусы                  | 151  |
| 4  | Вепсы                     | 4    |
| 5  | Гагаузы                   | 5    |
| 6  | Грузины                   | 6    |
| 7  | Ижора                     | 9    |
| 8  | Казахи                    | 9    |
| 9  | Карелы                    | 6    |
| 10 | Коми-пермяки              | 6    |
| 11 | Корейцы                   | 9    |
| 12 | Латыши                    | 7    |
| 13 | Лезгины                   | 4    |
| 14 | Литовцы                   | 13   |
| 15 | Марийцы                   | 9    |
| 16 | Мордва                    | 8    |
| 17 | Немцы                     | 10   |
| 18 | Поляки                    | 11   |
| 19 | Русские                   | 8356 |
| 20 | Таджики                   | 7    |
| 21 | Татары                    | 52   |
| 22 | Узбеки                    | 9    |
| 23 | Украинцы                  | 267  |
| 24 | Финны                     | 23   |
| 25 | Цыгане                    | 4    |
| 26 | Черкесы                   | 7    |
| 27 | Чуваши                    | 10   |
| 28 | Эстонцы                   | 25   |
| 29 | Другие национальности     | 15   |
| 30 | Не указали национальность | 740  |
| 31 | Всего                     | 9865 |

Согласно данным Всероссийской переписи населения 2021 года в городе проживал 9861 человек, из них:
 русские — 8588, украинцы — 70, белорусы — 52, узбеки — 51, татары — 26, азербайджанцы — 25, туркмены — 19, армяне — 17, финны — 9, эстонцы — 9, немцы — 8, ижорцы — 7, цыгане — 7, грузины — 6, чуваши — 6, мордва — 5, поляки — 4, рутульцы — 4, молдаване — 3, табасараны — 3, таджики — 3, черкесы — 3, вепсы — 2, греки — 2, евреи — 2, карелы — 2, лакцы — 2, латыши — 2, марийцы — 2, алтайцы — 1, арабы — 1, башкиры — 1, болгары — 1, гагаузы — 1, кабардинцы — 1, казахи — 1, коми-пермяки — 1, литовцы — 1, осетины — 1, удмурты — 1, другие национальности — 121 человек, остальные национальность не указали.

## Местное самоуправление
Глава муниципального образования — Карпенко Виктор Михайлович (с 19 мая 2016 года). 

Глава администрации — Паршин Юрий Петрович (с 15 ноября 2024 года).

## Экономика
Основные промышленные предприятия города — завод котельно-вспомогательного оборудования и трубопроводов, льноджутовая фабрика, Нарвская ГЭС. В декабре 2010 года в городе открылся завод по производству электрических распределительных систем для корейских автомобилей; планируемый объём производства — 100 тысяч жгутов электропроводки в год. Завод приостановил деятельность в марте 2022 года.
Город является членом Ганзейского союза Нового времени.

## Образование и наука
Высшие учебные заведения
- Ивангородский гуманитарно-технический институт (филиал) Санкт-Петербургского государственного университета аэрокосмического приборостроения

## Достопримечательности
В Ивангороде расположены 33 памятника культурного наследия федерального значения и дополнительно семь объектов, отнесённых к культурно-историческому наследию местного значения. Все памятники федерального значения имеют отношение к Ивангородской крепости.

### Памятники
- Мемориальное воинское кладбище[57]
- Стела «Памяти бывших узников фашистских концентрационных лагерей»[57]

- Памятник-танк Т-34  (установлен в 2022 году[58])
- «Памяти жертв Донбасса» (установлен в 2015 году)
- Памятник «пантелеевскому» кирпичу[57]

### Архитектурные памятники
- Ивангородская крепость
- Особняк Пантелеева XIX века (в нём сейчас расположена картинная галерея)
- Здание старой таможни — Красный дом, находится у моста «Дружба» между пропускным пунктом и Ивангородской крепостью (Музей военно-оборонительного зодчества Северо-Запада Руси)[57]

### Интересные места
- Камень-валун «Чёртов камень» (расположен на окраине в поле по пути в Ореховую горку, напротив дома № 11 по ул. Федюнинского)
- Водный канал Нарвской ГЭС (длина 2123,8 метра)
- Часовня на острове Кампергольм[59]
- Район Парусинка
- Историко-культурный центр имени барона А. Л. Штиглица[60]

## Граница с Эстонией

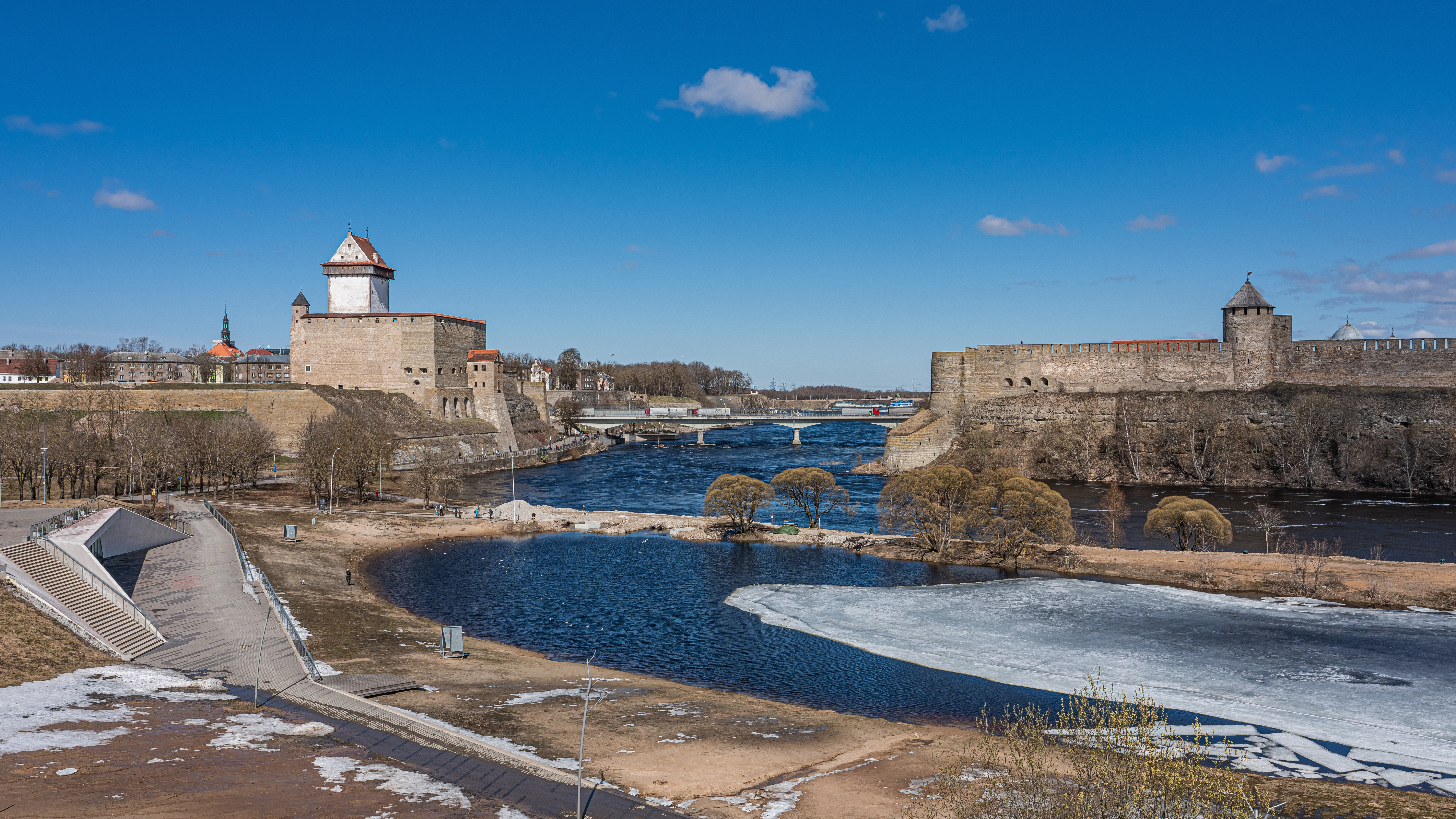
Река Нарва по которой проходит граница между Эстонией и Россией в районе городов Нарва (слева) и Ивангород (справа).

Ивангород находится в пограничной зоне.
Государственная граница между Россией и Эстонией проходит по реке Нарва.
В Ивангороде существуют три пункта пропуска через границу:
- МАПП (многосторонний автомобильный пункт пропуска) Ивангород. Работает с начала 1993 года. Открыт 24 часа в сутки. Пересечение границы возможно на автомобиле, велосипеде и пешком. Велосипедисты и пешеходы переходят границу через пешеходный КПП. На автомобильном переходе за линией таможенного контроля открыт магазин беспошлинной торговли — на пешеходном КПП магазин закрыли. Переход границы осуществляется по автомобильно-пешеходному мосту Дружбы, построенному в 1960 году, и в последние годы капитально отремонтированному[62]. Возникновение очередей как с российской, так и с эстонской стороны связано с тем, что это единственный автомобильный мост через реку Нарва.
- ППП (пешеходный пункт пропуска) «Парусинка». Расположен на пешеходном мостике на старом полусухом русле реки Нарва. По нему разрешён переход лишь для обладателей паспортов России и Эстонии, включая «неграждан» — при условии отсутствия у них товаров, подлежащих обязательному декларированию в письменной форме. В 2017 году данный пункт пропуска был реконструирован, в результате его пропускная способность увеличена в 5 раз[63][64][65].
- Железнодорожный пункт пропуска на станции Ивангород-Нарвский[66].

## Религия

### Русская православная церковь
- Свято-Троицкая церковь[67][68]
- Церковь во имя Успения Пресвятой Богородицы
- Покровская церковь (на территории Ивангородской крепости) — до 1757 года была приделом (во имя Покрова Богородицы) Успенской церкви.
- Церковь святителя Николая Чудотворца в Ивангородской крепости[69][70]
- Церковь Святых Первоверховных Апостолов Петра и Павла на старом Ивангородском кладбище (усыпальница купцов Орловых) — в 1856 году на средства нарвского купца Павла Ивановича Орлова была построена часовня на Ивангородском кладбище (Нарвское Знаменское кладбище[71]). Проект часовни и ворот выполнил архитектор В. К. Рейер (ученик известного российского архитектора К. А. Тона, по проекту которого, в частности, был построен храм Христа Спасителя в Москве). В 1859 году часовню перестроили в церковь. К 2022 году церковь была отреставрирована[72].

#### Утраченные храмы
- Храм во имя иконы Божией Матери «Знамение» — в середине XVIII века был построен деревянный Знаменский храм. Каменное здание Знаменского храма было возведено в 1786—1796 годах в классическом стиле. Храм был расположен на возвышенности и имел два придела: Воздвижения Животворящего Креста Господня и пророка Илии. В 1944 году, во время военных действий под Нарвой, был разрушен. Сохранилась икона «Знамение», которая находится сейчас в Нарвском Воскресенском соборе[73][74]
- Храм в честь святителя Николая Чудотворца в Ивангороде — стояла рядом со Знаменским храмом[75][76]
- Храм во имя Иверской иконы Божией Матери (Церковь Иверской иконы Божией Матери)

## Фото

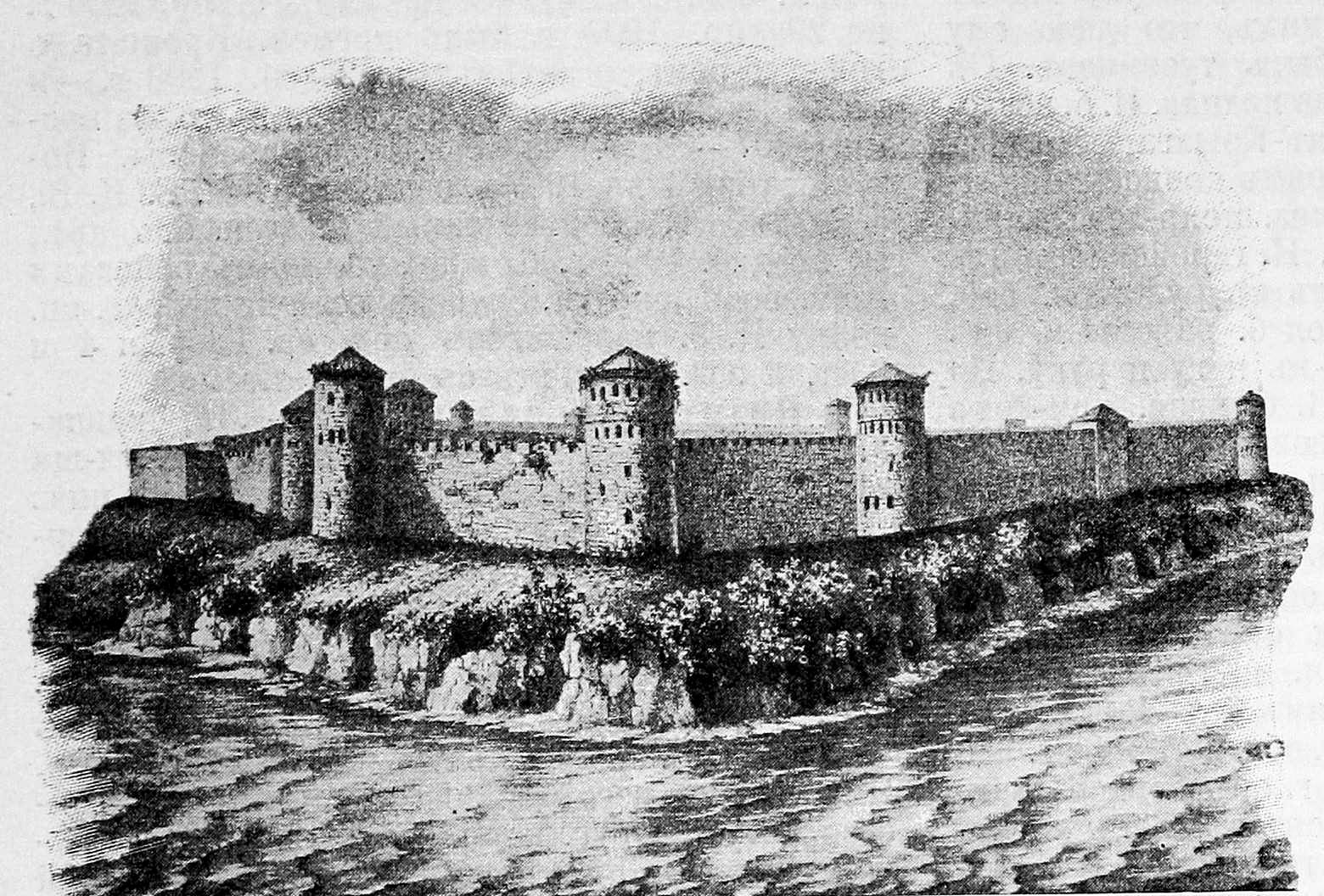
Вид на крепость (рисунок из статьи «Иван-Город», «Военная энциклопедия Сытина»)
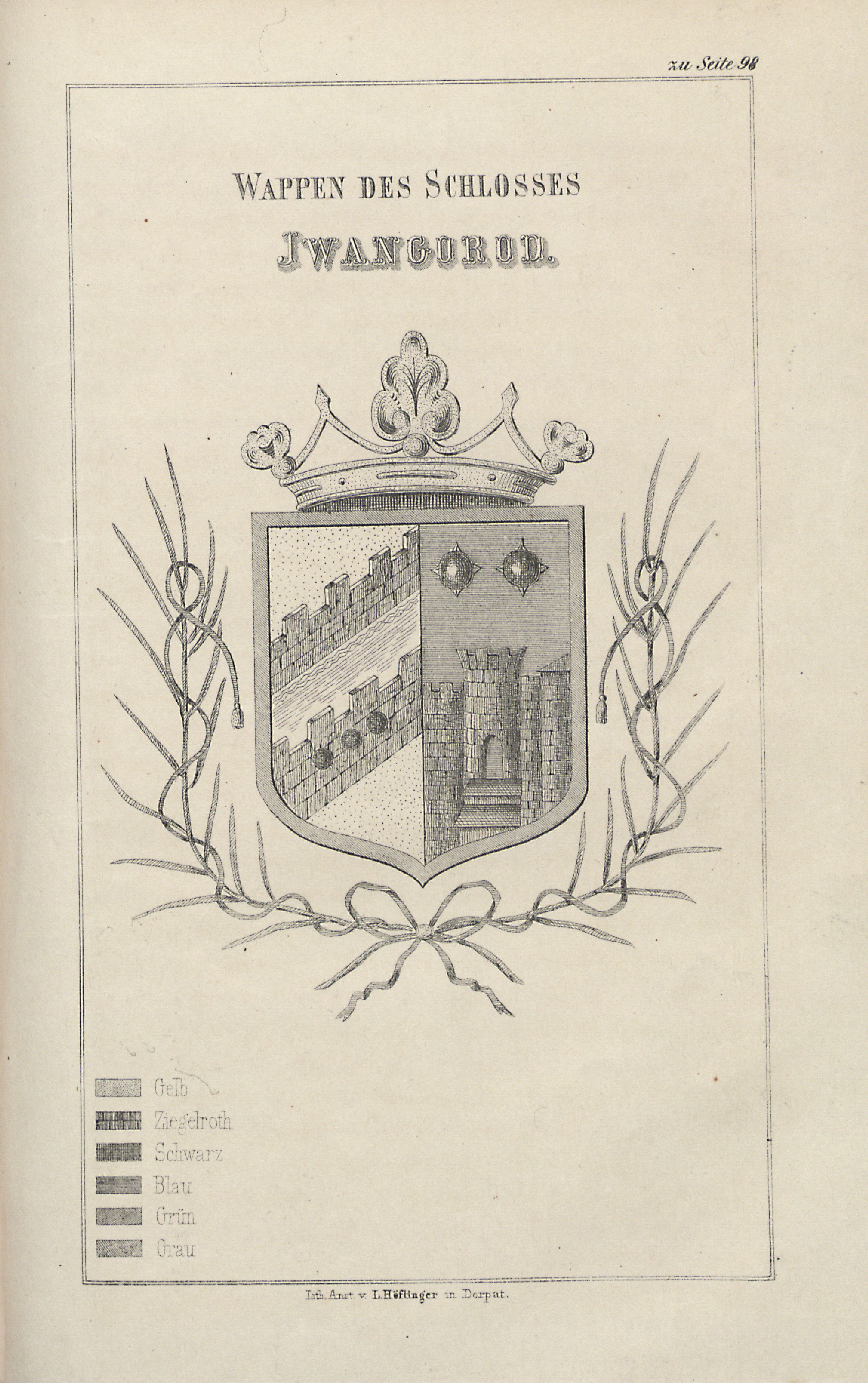
Герб Ивангорода XVII века из книги «История города Нарвы».
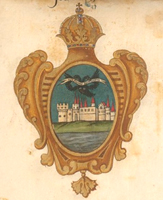
Герб Ивангородского полка 1730 года
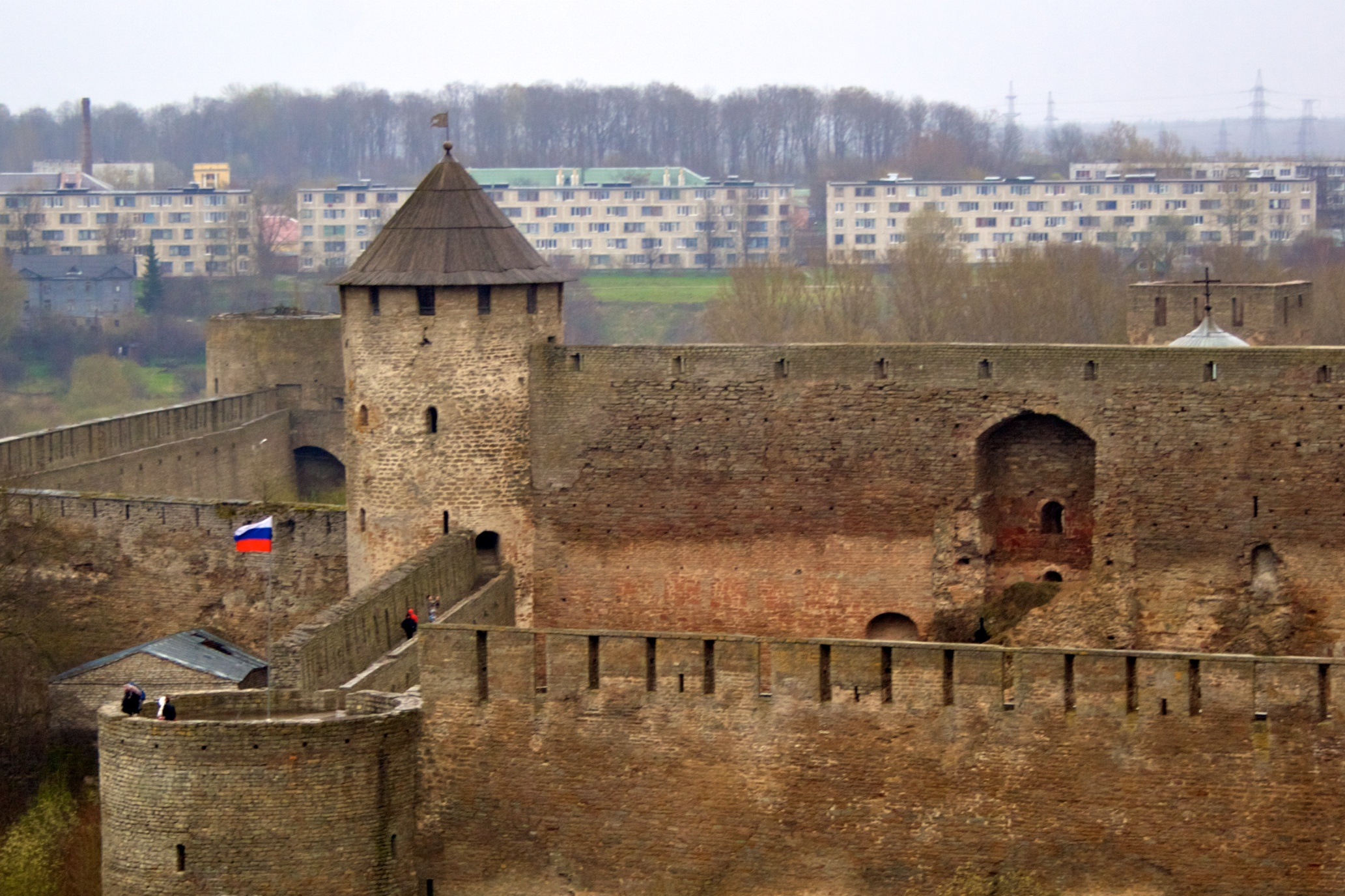
Ивангородская крепость и жилой район города
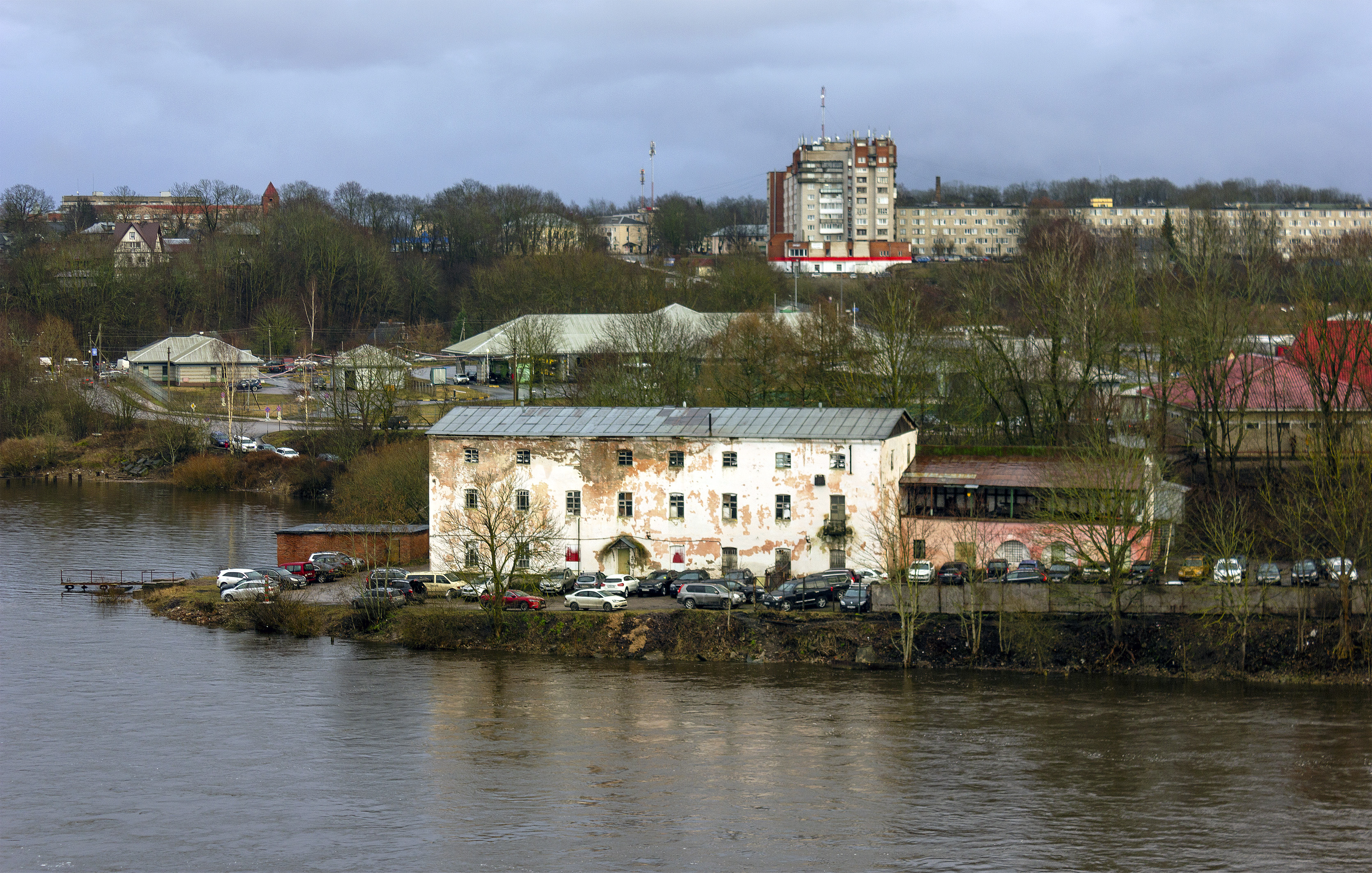
Вид на город Ивангород (Россия) из города Нарва (Эстония)
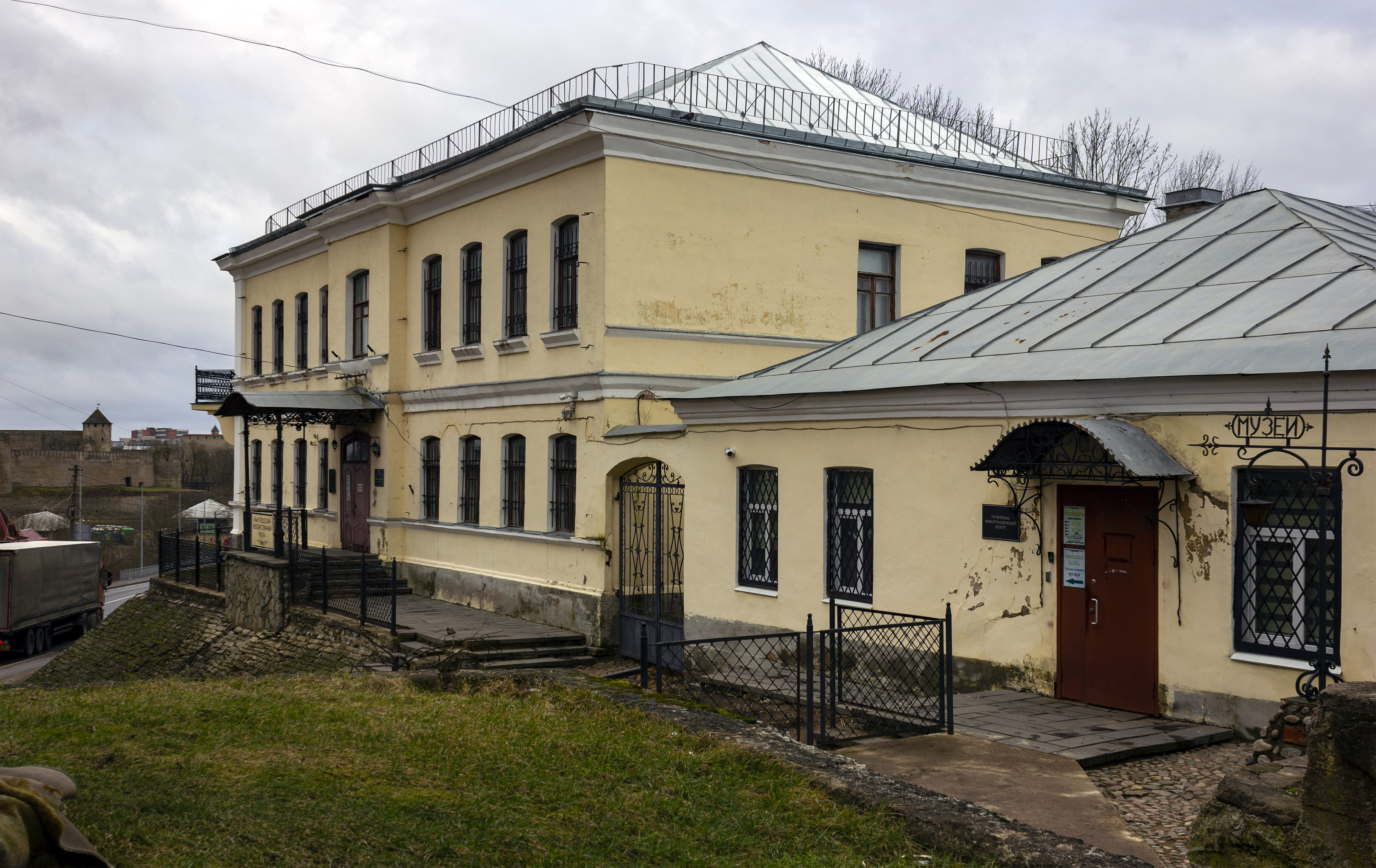
Городской художественный музей
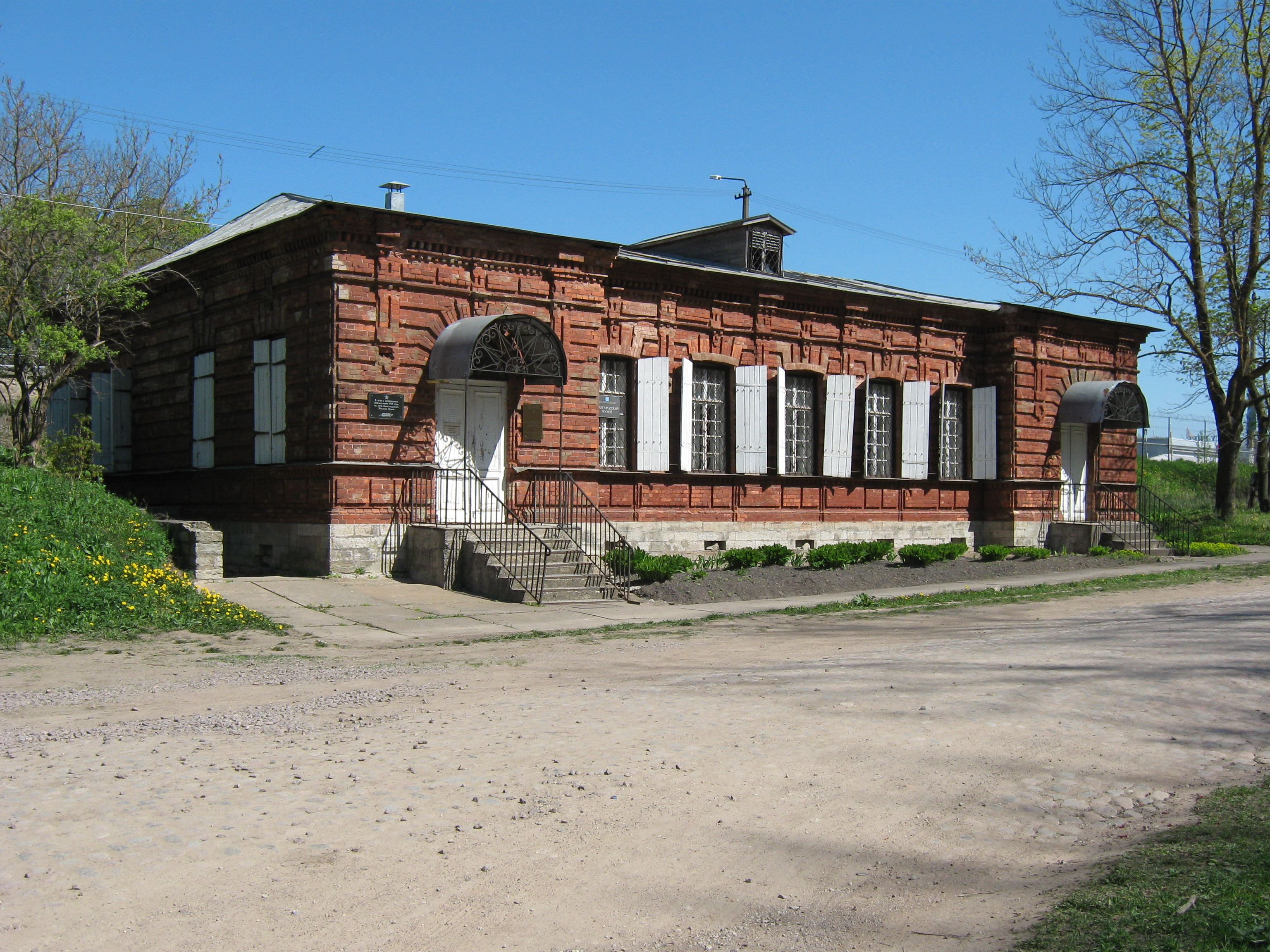
Музей военно-оборонительного зодчества Северо-Запада Руси
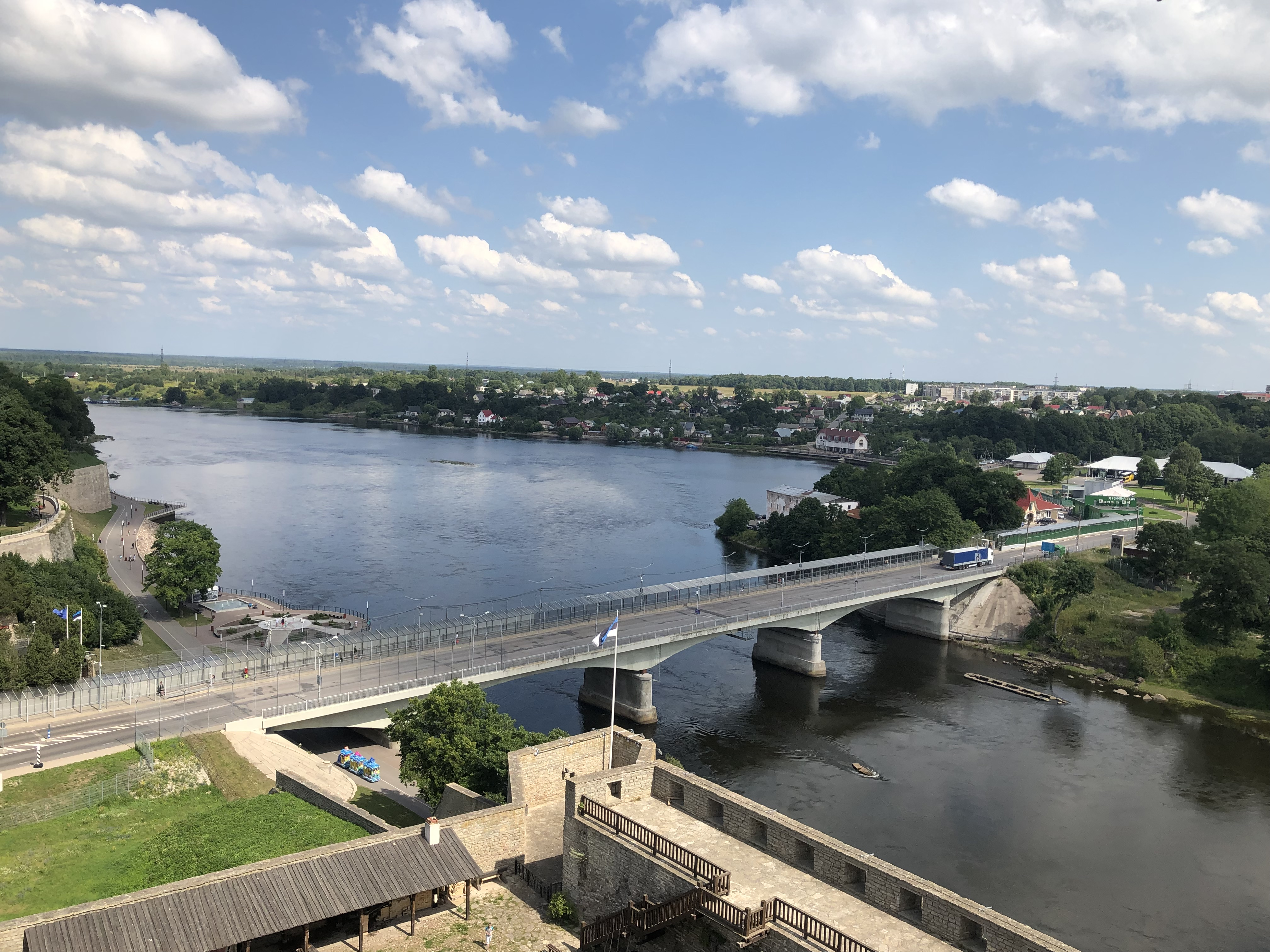
Вид на Нарвский мост Дружбы, нарвский променад и на город Ивангород (вид с башни замка Германа, город Нарва)
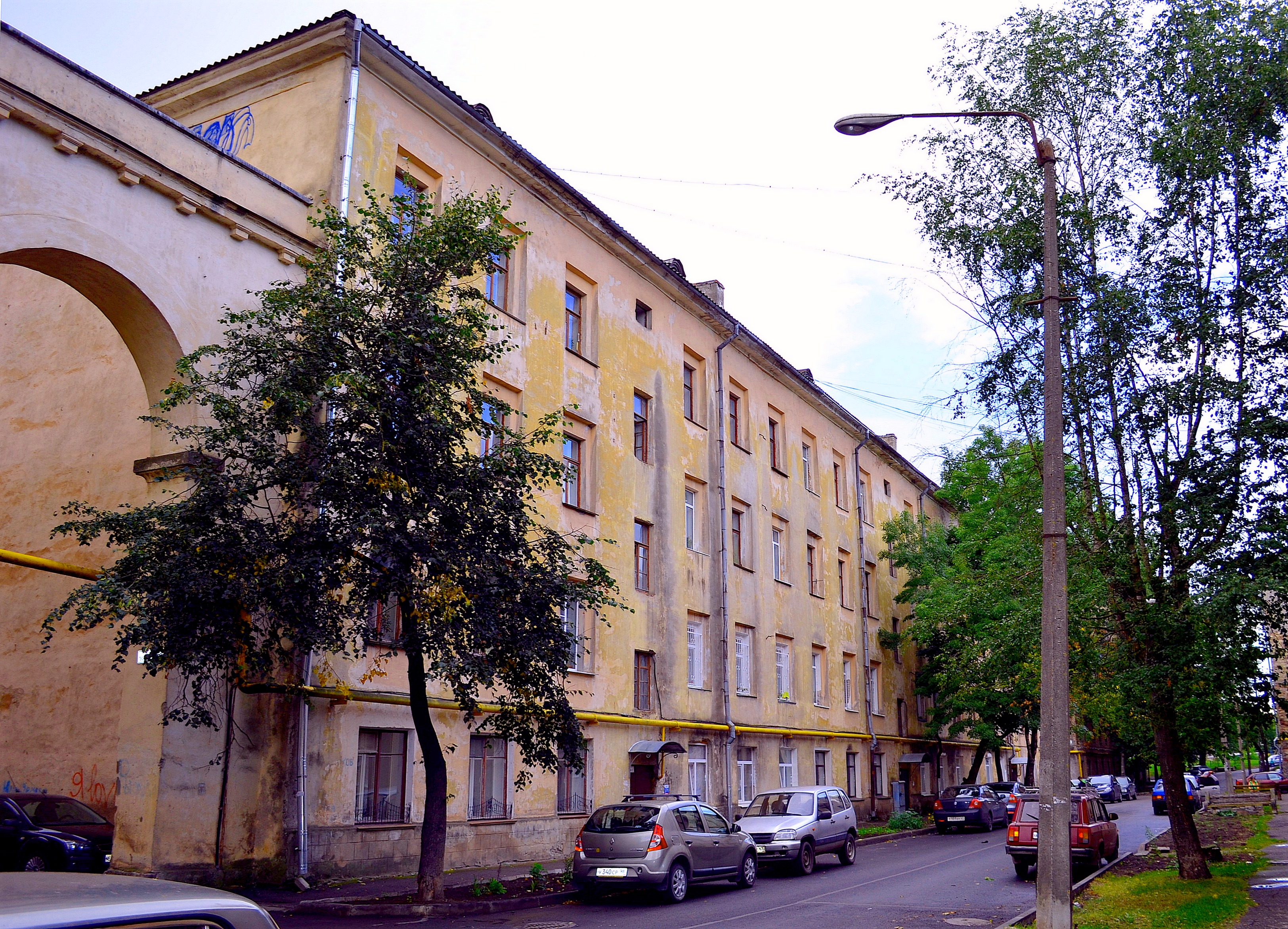
Ивангород, район Парусинка

## СМИ
Телевидение:
- Алиса ТВ[78]

## Почётные граждане города
- Цупко, Павел Иванович
- Быстров, Алексей Фёдорович